# Casa Garriga Nogués

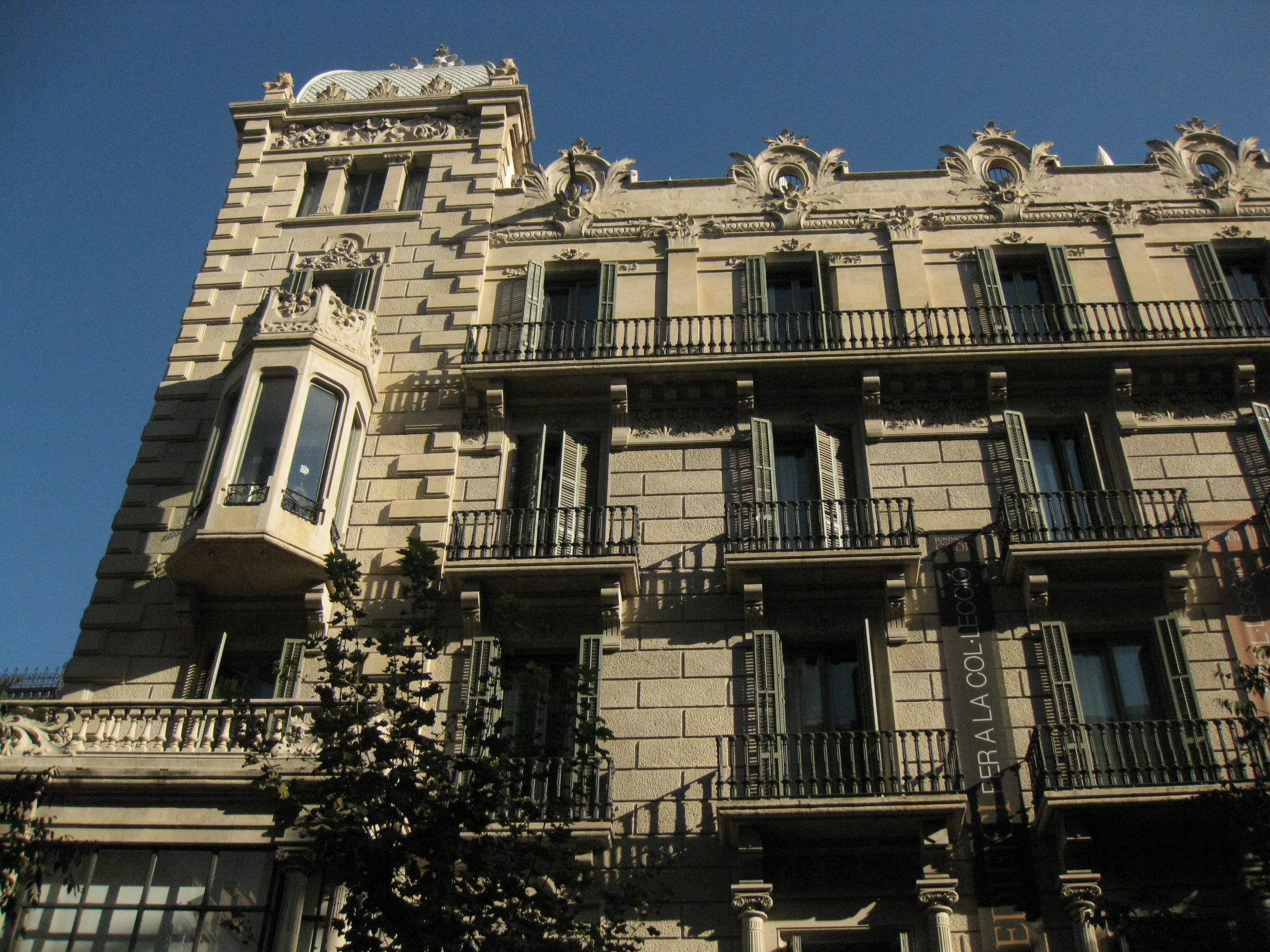
Casa Garriga Nogués (1901–10), Carrer de la Diputació 250

Die Casa Garriga Nogués ist ein Gebäude des Modernisme in Barcelona an der Carrer de la Diputació im Stadtbezirk Eixample. Es ist seit Oktober 1999 als Bé Cultural d’Interès Nacional (Kulturgut von nationaler Bedeutung) eingestuft.

## Beschreibung
Es handelt sich um ein Gebäude mit Mietwohnungen, welches die typischen Merkmale der Häuser inmitten des Stadtbezirkes Eixample aufnimmt, obwohl seine linke Seitenwand die Fassade eines zur Straße hin offenen Hofes bildet. Ursprünglich nahm das Erdgeschoss Ladenlokale und das Eingangsfoyer ein, den ersten Stock mit exklusivem Zugang über eine monumentale Treppe bewohnte der Eigentümer und der Rest der Wohnungen war vermietet und war über eine gesonderte, benachbarte Treppe zu erreichen. Es besteht aus dem Erd- und vier Obergeschossen mit fünf Balkonen in jedem Geschoss. An der linken Ecke der Fassade erhebt sich ein fünfgeschossiger Turm mit zwei Erkern und einer gewölbten Bedachung.
Beim Fassadendekor des Gebäudes verbinden sich Elemente des Historismus mit solchen des Modernisme, wie es zum Beispiel bei den beiden Erkern der Fall ist. An der Fassade ist kein Geschoss wie das andere gestaltet. Das Erdgeschoss ist auf das zentrale Eingangsportal hin ausgerichtet, mit einem Zwillingsfenster an jeder Seite desselben. Das erste Obergeschoss wird von einem über drei Fensterbreiten reichenden Balkon dominiert, akzentuiert durch Halbsäulen, die an den ionischen Stil angelehnt sind, während die beiden äußeren Fensteröffnungen nach dem Modell des vierten Geschosses des Eckturms gestaltet sind und ein modernistisches Pflanzendekor aufweisen. Die zweiten und dritten Obergeschosse sind einfacher gehalten, mit kleinen, floralen Blumenmedaillons als dekorative Fensterbekrönungen und Balkonen aus Eisen mit stilisierten Balustern. Die gleiche Geländerkonstruktion verbindet die fünf Fensteröffnungen des obersten Geschosses, die zusammen mit der Bekrönung des Gebäudes den Gestaltungsraum bilden, der am weitesten dem Modernisme angehört.
Am Erdgeschoss fallen besonders vier große Konsolen mit Skulpturen auf, die der modernistische Bildhauer Eusebi Arnau 1902/03 geschaffen hat. Es handelt sich um vier weibliche Figuren, die die Lebensalter des Menschen verkörpern und ähnlich wie Karyatiden den Balkon des ersten Obergeschosses tragen.
Das Eingangsfoyer ist um vier Säulen mit scheinbar zusammengesetzten Kapitellen herum konstruiert, welche eine flache Decke stützen, die mit Grotesken geschmückt ist. Links im Hintergrund befindet sich die monumentale Treppe, die ins erste Obergeschoss führt und nicht mit den übrigen Etagen in Verbindung steht. Sie besitzt ein modernistisches Dekor, insbesondere im Laubwerk des Geländers. Die übrigen Elemente in diesem Bauteil, der von einem Oberlicht mit polychromem Glas überdacht wird, folgen dem Geschmack des Historismus. Im ersten Stock gruppieren sich um den zentralen Innenhof mit der monumentalen Treppe verschiedene Räume, von denen folgende herausragen: der Billardsalon mit einem Fenster mit einer Landschaftsszene, einem Werk des Ateliers von Antoni Rigalt, der große Salon über dem zentralen Eingangsportal mit seinem Dekor im Stil des Rokoko mit seinen nahezu verschwundenen Malereien bukolischer Szenen und das große Speisezimmer mit seinen sieben Säulen aus grünem Marmor, seinem Schmuck im Stil des Neoklassizismus und bemerkenswerten Stuckfriesen mit floralem Dekor.

## Geschichte
Das Gebäude wurde vom Bankier Rupert Garriga-Nogués i Miranda bei Enric Sagnier i Villavecchia in Auftrag gegeben, einem der Architekten, die am meisten für die obere Bürgerschicht von Barcelona gearbeitet hat. Er folgte zum Teil dem Trend, dessen traditionelleren Geschmack mit dem Modernisme zu versöhnen. Die Familie Garriga-Nogués bewohnte nur das erste Obergeschoss, und zwar bis zum Ende des Spanischen Bürgerkriegs.
Nach dem Ende dieses Konflikts wurde das Gebäude vom religiösen Kolleg Sagrados Corazones de Jesús y de María übernommen und zwar zwischen 1983 und 2004 Sitz der Grup Enciclopèdia Catalana, die 1987 durch Jordi Bonet i Armengol eine erste Renovierung vornehmen ließ.
In den Jahren 2007 und 2008 führte der Architekt Jordi Garcés i Brusés (* 25. Juni 1945) Umbaumaßnahmen durch, um das Gebäude zu einem Hotel umzugestalten und das Erdgeschoss und das erste Obergeschoss zum Museu Fundació Francisco Godia.
Im Herbst 2015 wurde das Gebäude zum Sitz der Fundación Mapfre in Barcelona, wo zeitweise Ausstellungen von Malerei und Fotografie stattfanden (Auguste Renoir, Impressionisten, Bruce Davidson, Duane Michals, Brassaï, Shomei Tomatsu u. a.), bis es 2020 geschlossen wurde.
Im Frühjahr 2023 wurde hier das Museu de l’Art Prohibit (Museum der verbotenen Kunst) eingerichtet, was der Mäzen Josep Maria Benet Ferran ermöglichte.

## Bildergalerie

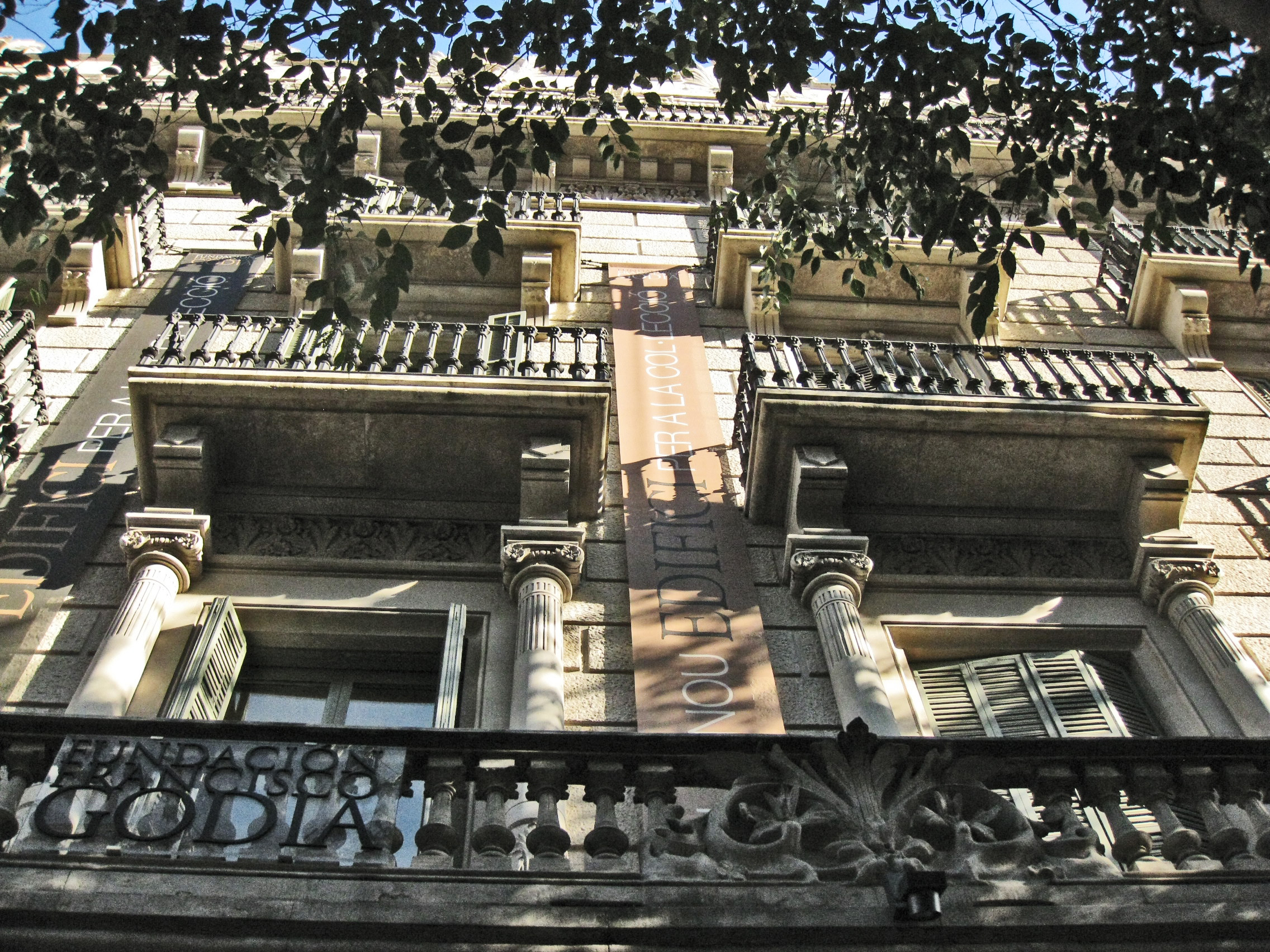
Detailansicht der Fassade
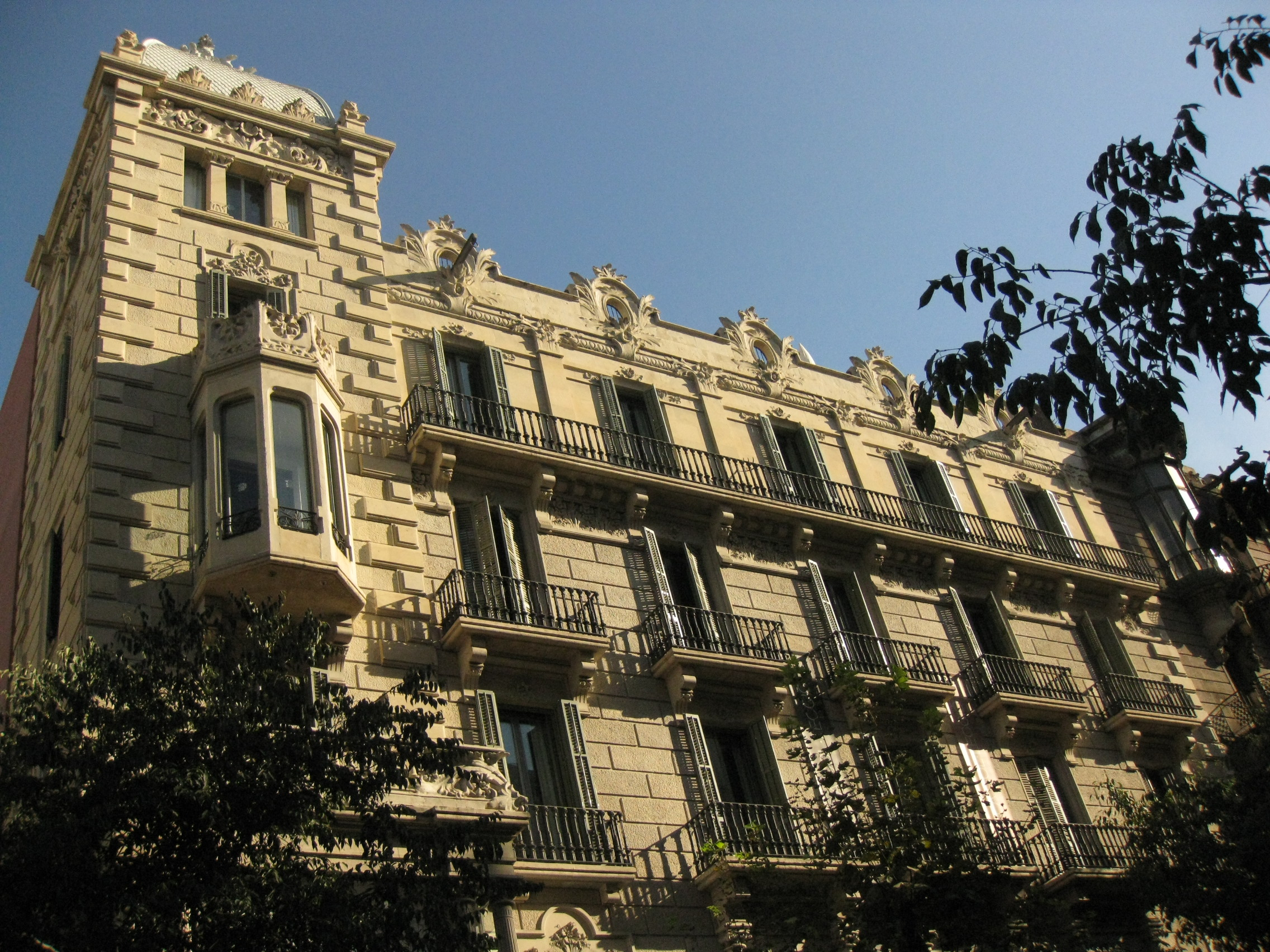
Fassade und Eckturm
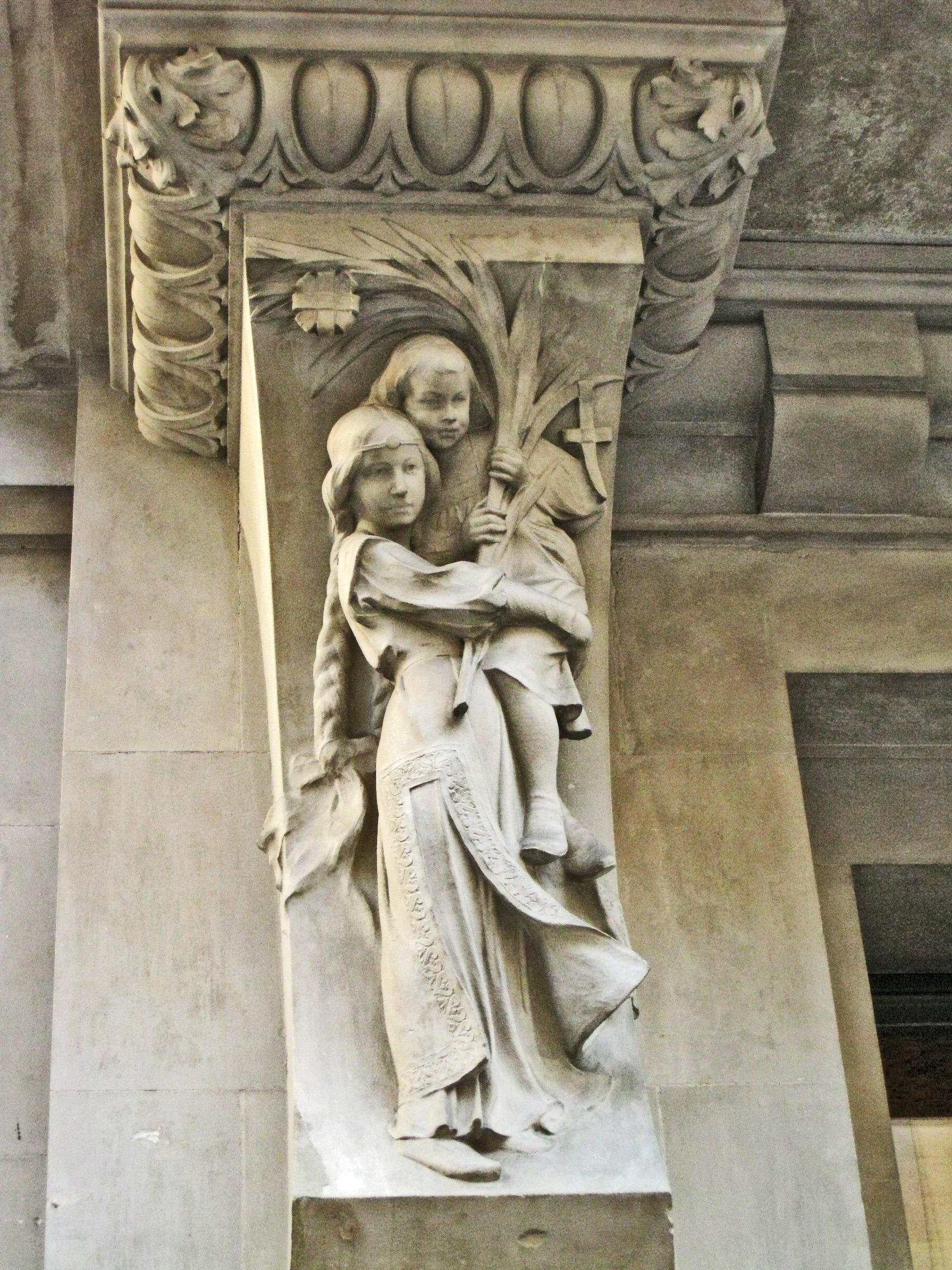
Die Lebensalter der Frau, Skulptur von Eusebi Arnau
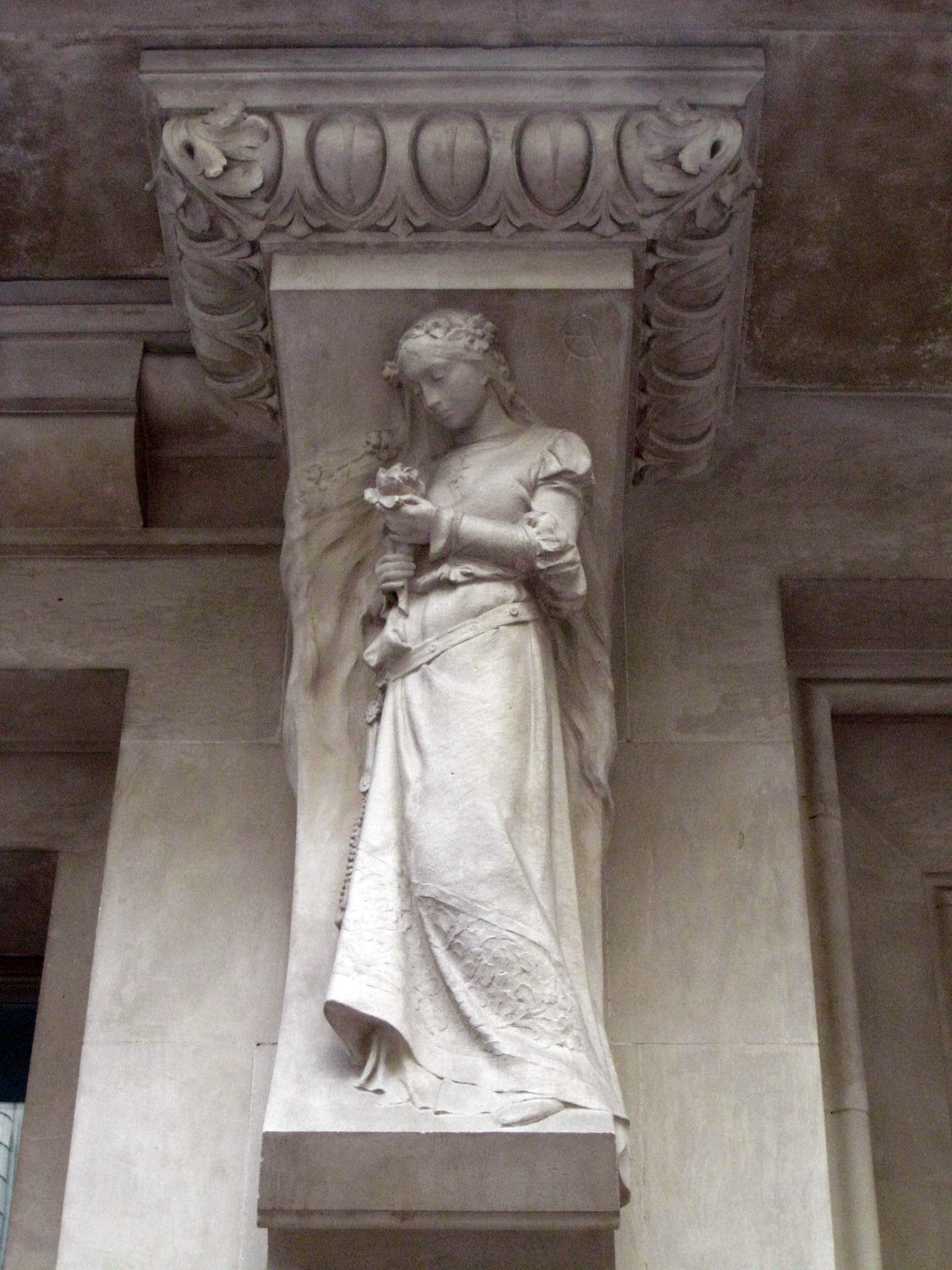
Die Lebensalter der Frau, Skulptur von Eusebi Arnau
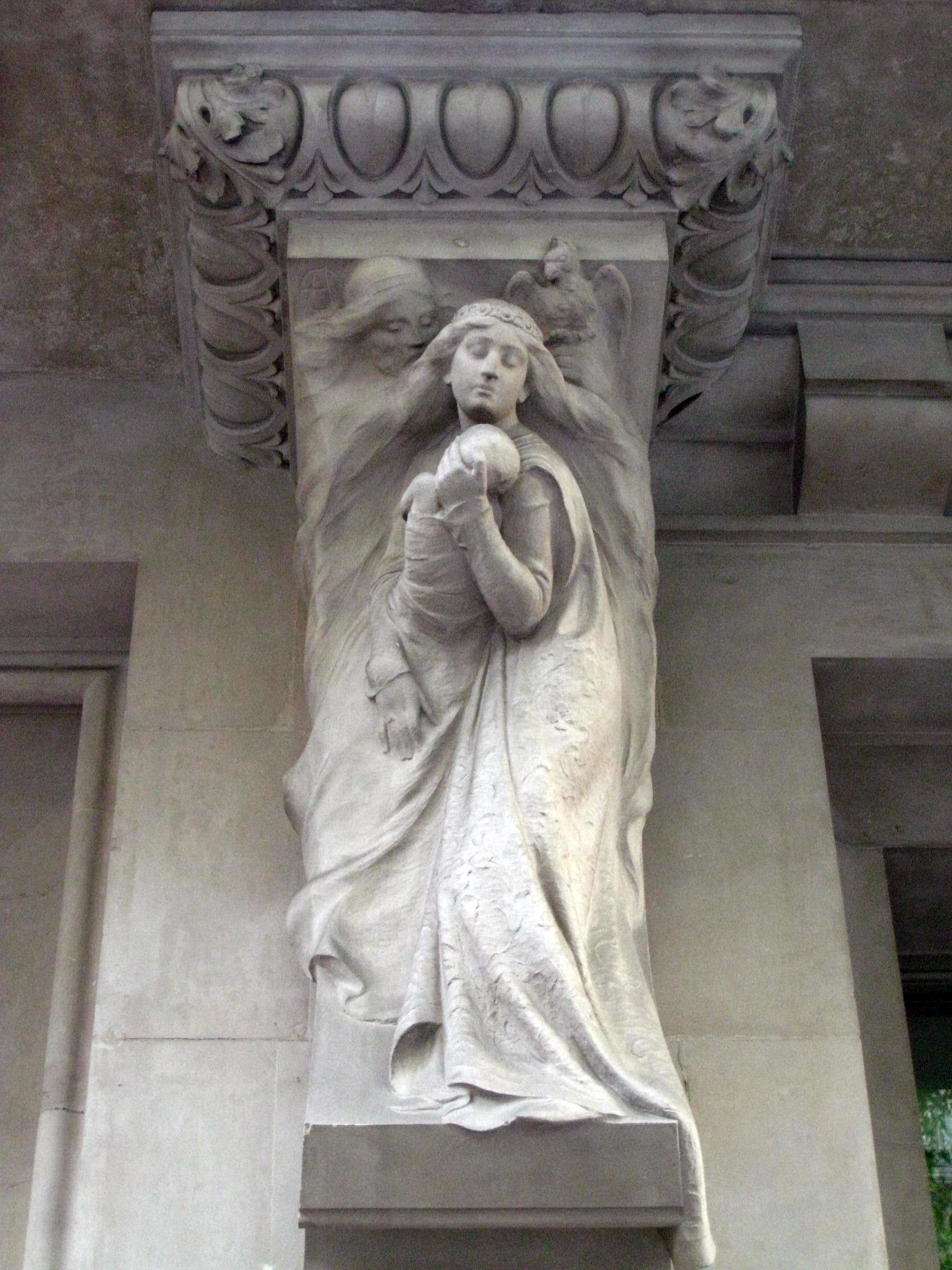
Die Lebensalter der Frau, Skulptur von Eusebi Arnau
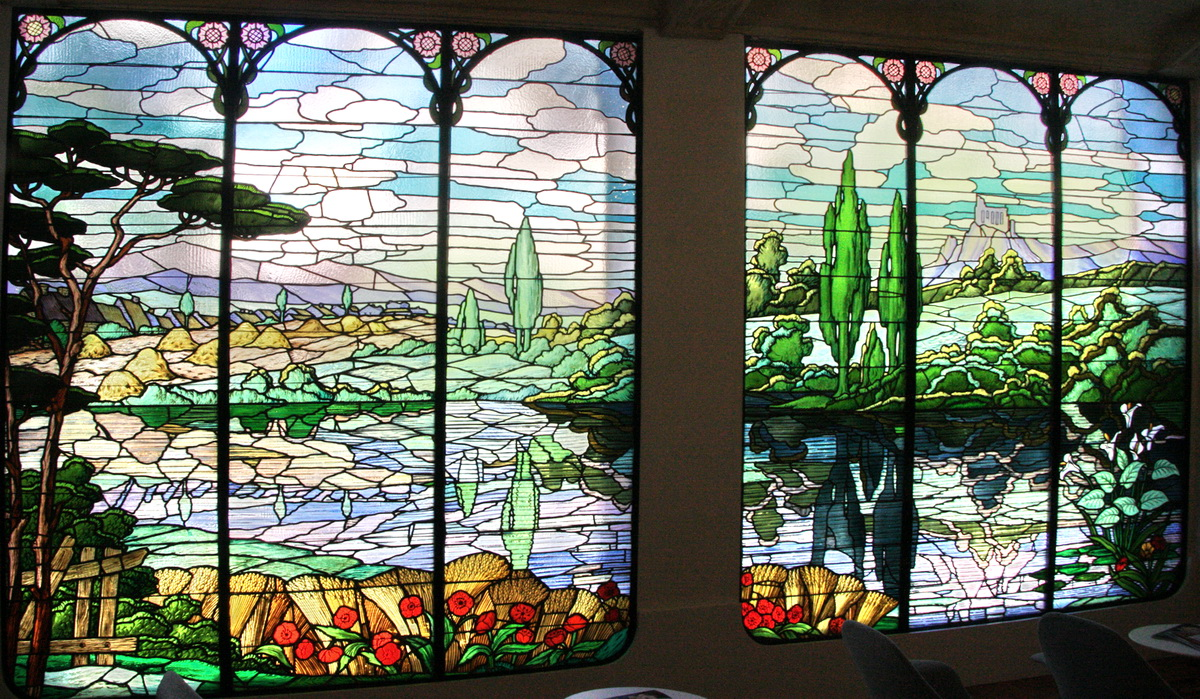
Glasfenster von Antoni Rigalt im Billardsalon
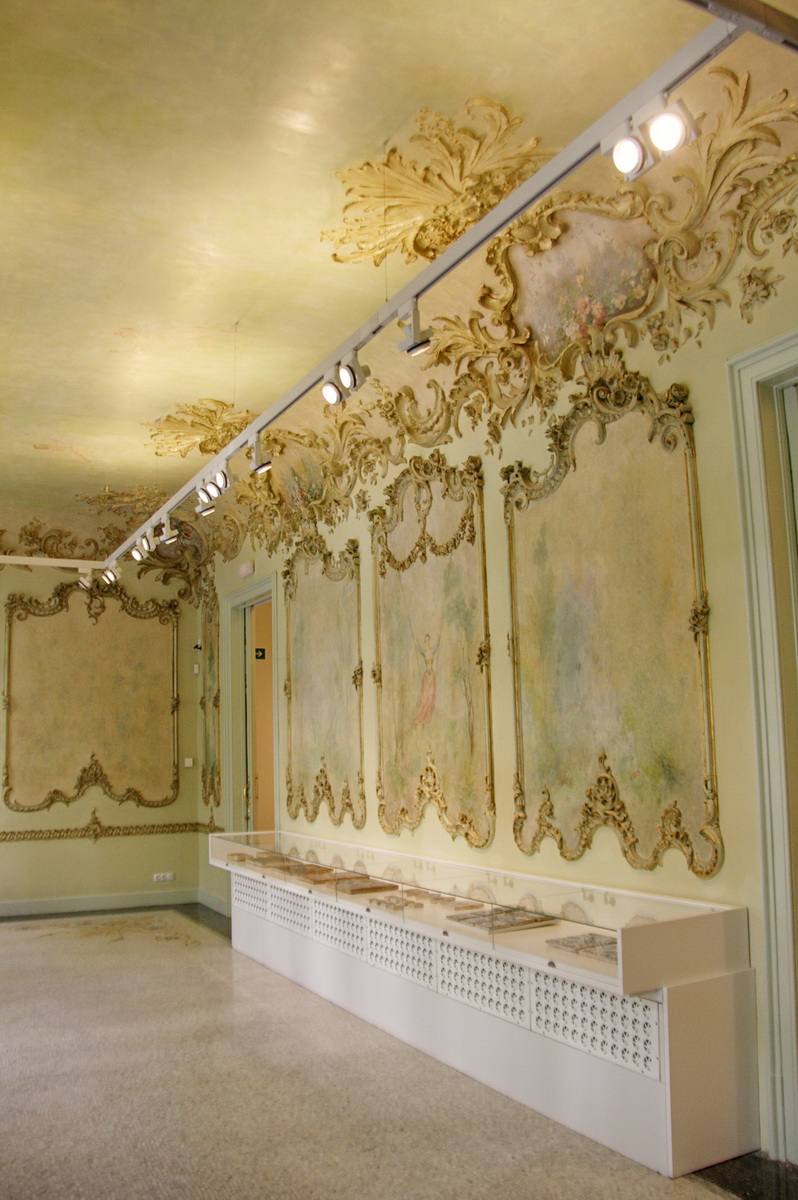
Der große Salon im Rokokostil mit Malereien bukolischer Szenen